# Museo y sociedad histórica de Barbardos
El Museo y sociedad histórica de Barbados (en inglés: Barbados Museum & Historical Society) es el nombre que recibe un museo en el país antillano de Barbados. Fue establecido en el año 1933 y tiene cerca de 500.000 artefactos. El museo comenzó como una sociedad histórica fundada por el Sr. Eustace Maxwell Shilstone. En ese momento, el mandato de la sociedad histórica era la de "estudiar y dejar constancia permanente de la historia de la isla, sus familias y los principales hombres públicos, edificios antiguos y otros asuntos de interés para los anticuarios en Barbados y en el extranjero".